# Franz III. Klein

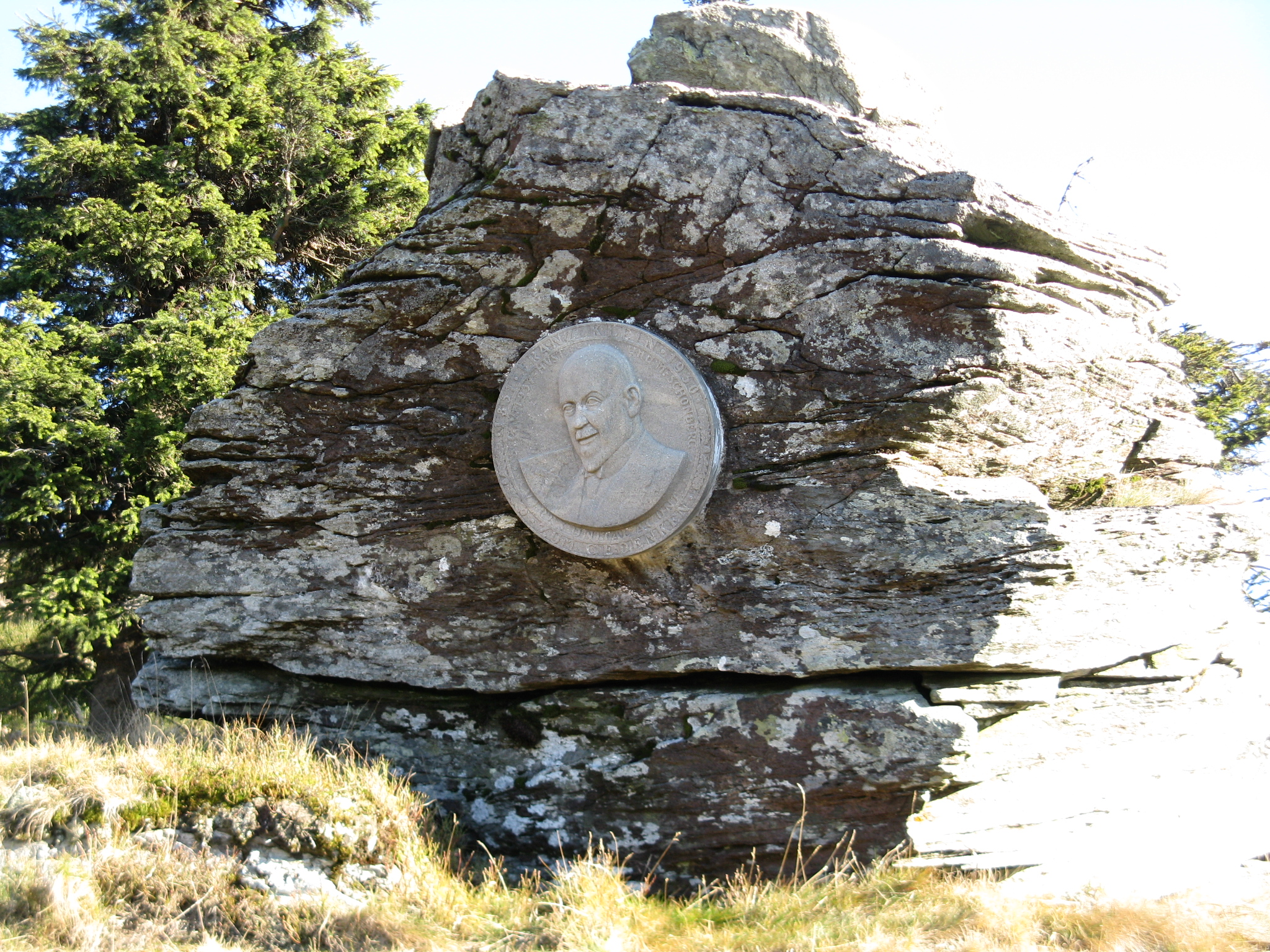

Franz III. Klein (Franz III. Freiherr Klein von Wisenberg / František III. svobodný pán Klein z Vízmberka) (29. května 1851, Schottwien, Rakousko – 6. ledna 1930, Loučná nad Desnou, Československo) byl rakouský a moravský podnikatel a průmyslník z významné rodiny Kleinů. Po omezení výstavby železnic ztratila rodina dominantní postavení ve výrobě a zpracování železa, což vedlo k pokusům investovat i do jiných oborů (cukrovarnictví, pojišťovnictví). V letech 1911–1918 byl též poslancem moravského zemského sněmu. V roce 1917 prodal železárny v Sobotíně a po vzniku Československa dožil v soukromí na svém sídle v Loučné nad Desnou. Díky svému manželství a prostřednictvím sňatků svých sester byl několikanásobně spřízněn s vlivnou pražskou rodinou Ringhofferů.

## Životopis

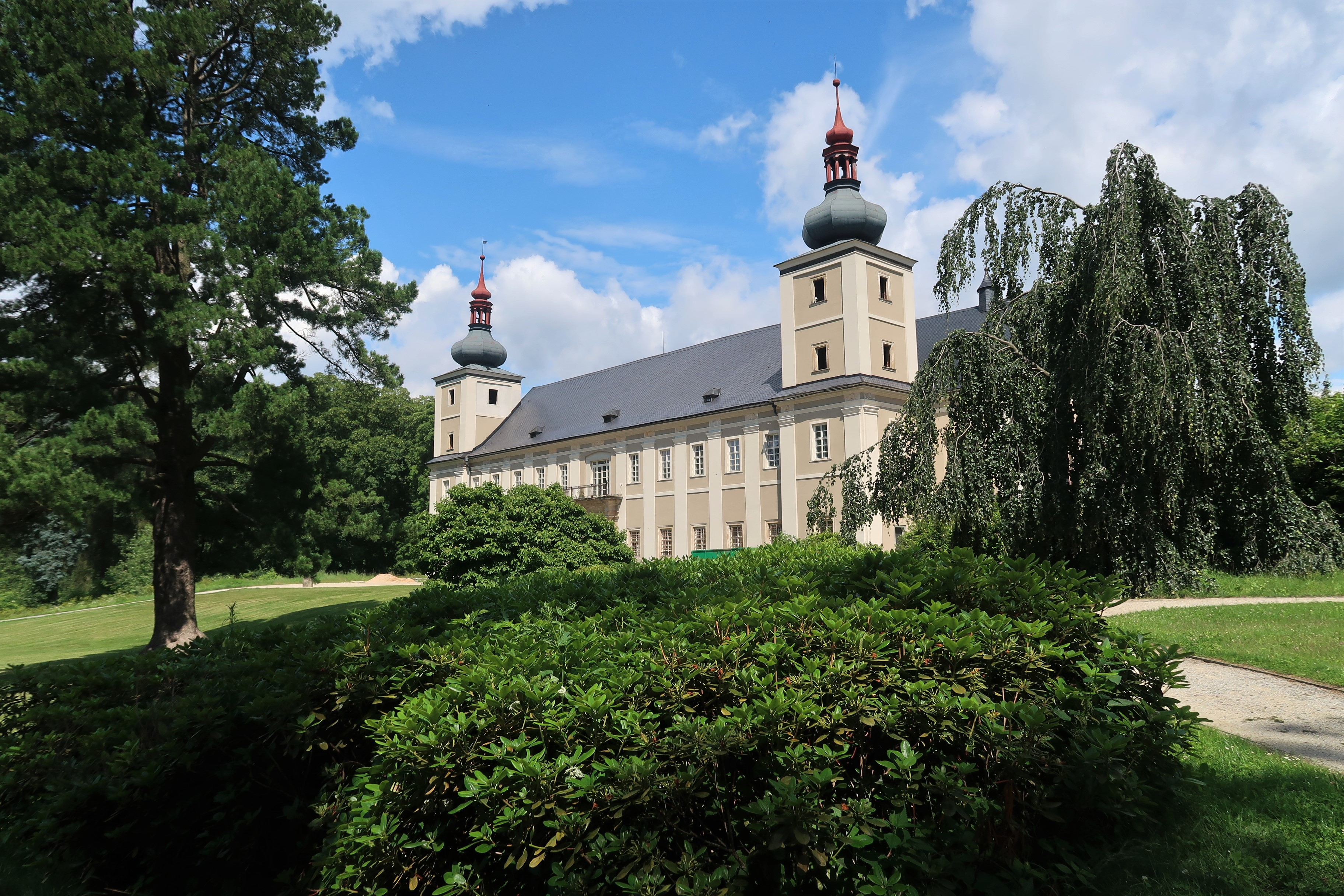
Zámek Loučná nad Desnou, hlavní sídlo Kleinů v letech 1844–1945

Pocházel z významné podnikatelské rodiny Kleinů, narodil se jako nejstarší syn Franze II. Kleina (1825–1882) a jeho manželky Leopoldiny, rozené Hauptmannové (1827–1886), z vídeňské rodiny hoteliérů. Vystudoval Vysokou školu polytechnickou ve Vídni a po otcově úmrtí v roce 1882 převzal správu rodinného podniku Gebrüder Klein, která se v době útlumu výstavby železnic potýkala s finančními problémy. K částečnému oživení produkce železáren došlo díky rozšíření sortimentu, v krátké době ale kleinovské podniky podlehly tlaku konkurence Vítkovických železáren, které disponovaly kvalitnější železnou rudou. Pod vedením Franze III. došlo k několika transformacím rodinného podnikání a přesunu aktivit do jiných oborů (investice do cukrovarů v Břeclavi a Drahanovicích nebo pojišťovací společnosti Phoenix). Mezitím byl prodán rakouský velkostatek Immendorf (1886). Mimo jiné byl po otci majitelem velkostatku a zámku Loučná nad Desnou, kde nechal vybudovat rodinnou hrobku. Na zámku v Loučné později trvale sídlil a také zde zemřel. Akciovou společnost Štěpánovsko-sobotínské těžířstvo prodal v roce 1917. V doplňovacích volbách byl v roce 1911 namísto zemřelého bratrance Huberta Kleina (1848–1911) zvolen do Moravského zemského sněmu, jehož poslancem zůstal do roku 1918. Politicky byl orientován liberálně, na půdě sněmovny ale nijak aktivně nevystupoval.
Díky sňatku byl spřízněn s významnou rodinou Ringhofferů, v roce 1878 se ve Vídni oženil s Emilií Ringhofferovou (1858–1947), dcerou Františka Ringhoffera III. Měli spolu pět dětí, dva syny a tři dcery. Starší syn Franz (1884–1885) v dětství, dcera Elizabeth (1885–1952) se provdala za barona Manfreda von Pillersdorff, majitele statků na Vsetínsku. Pokračovatelem rodu byl Franz IV. Klein (1895–1966), který po odsunu z Československa v roce 1945 obchodoval s dřívím v Německu.